# Жебник
Жебник (словен. Žebnik; у старијим изворима такође Жибник  ) је насељено место у словеначкој општини Радече у покрајини Долењска која припада Посавској регији. До јануара 2014. је припадало Савињској регији.
Налази се на надморској висини 411,5 м, површине 1,69 км². Приликом пописа становништва 2011. године насеље је имало 151 становника. 
Локална црква посвећена Госпи од жалости припада парохији Радече. Наос датира из 16. века (прерађен у 18. веку), светилиште из 17. века, а звоник из 18. века. Опрема је из 17. и 18. века.